# Amerila piepersi
Amerila piepersi är en fjärilsart som beskrevs av Pieter Cornelius Tobias Snellen 1879. Amerila piepersi ingår i släktet Amerila och familjen björnspinnare. Inga underarter finns listade i Catalogue of Life.